# Houtman Abrolhos
Houtman Abrolhos är en ögrupp i Australien. Den ligger i delstaten Western Australia, i den västra delen av landet, 60 km väster om fastlandet vid Geraldton och 3 400 km väster om huvudstaden Canberra. Öarna är kända som en stor skeppskyrkogård.

## Geografi

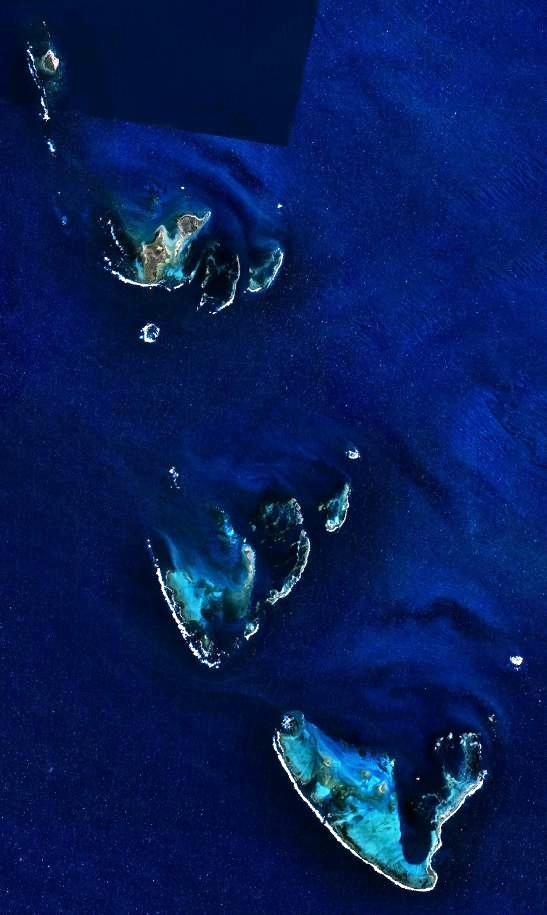
Houtman Abrolhos

Houtman Abrolhos består av tre ögrupper, Wallabi Group, Easter Group och Pelsaert Group, sammanlagt 122 öar som täcker 100 km från norr till söder. Den nordligaste gruppen, Wallabi, består av tre ögrupper cirka 10x17 km och North Island på ett avstånd om 14 km.  På en av huvudöarna, Beacon Island strandade den holländska ostindiefararen Batavia år 1629 som följdes av ett de mest bestialiska myterierna i sjöfartens historia under köpmannen Jeronimus Cornelisz ledning.
Easter Group, Påskgruppen, ligger sydost om Wallabi och är cirka 12x20 kilometer och består av ett flertal öar, bland annat Wooded Island, Morley Island, Suomi Island och Alexander Island. Söder om ligger Zeewijk-kanalen uppkallad efter ostindiefararen Zeewijk, som blev vrak 1727.
Pelsaert är den sydligaste gruppen med öarna Middle Island, Pelsaert Island  och Gun Island.

## Galleri

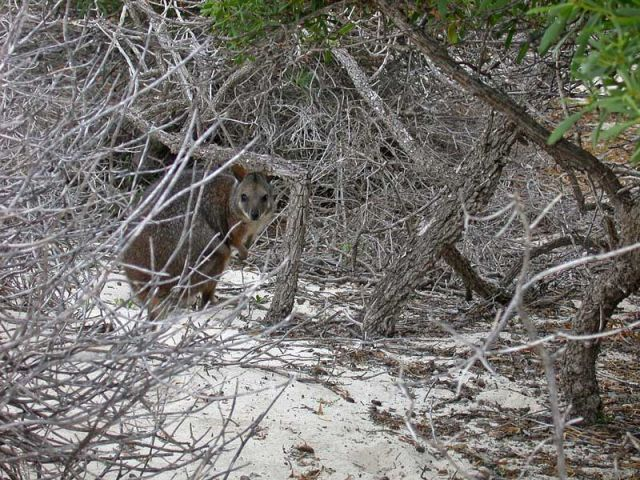
Abrolhos North-Island, Damavallaby
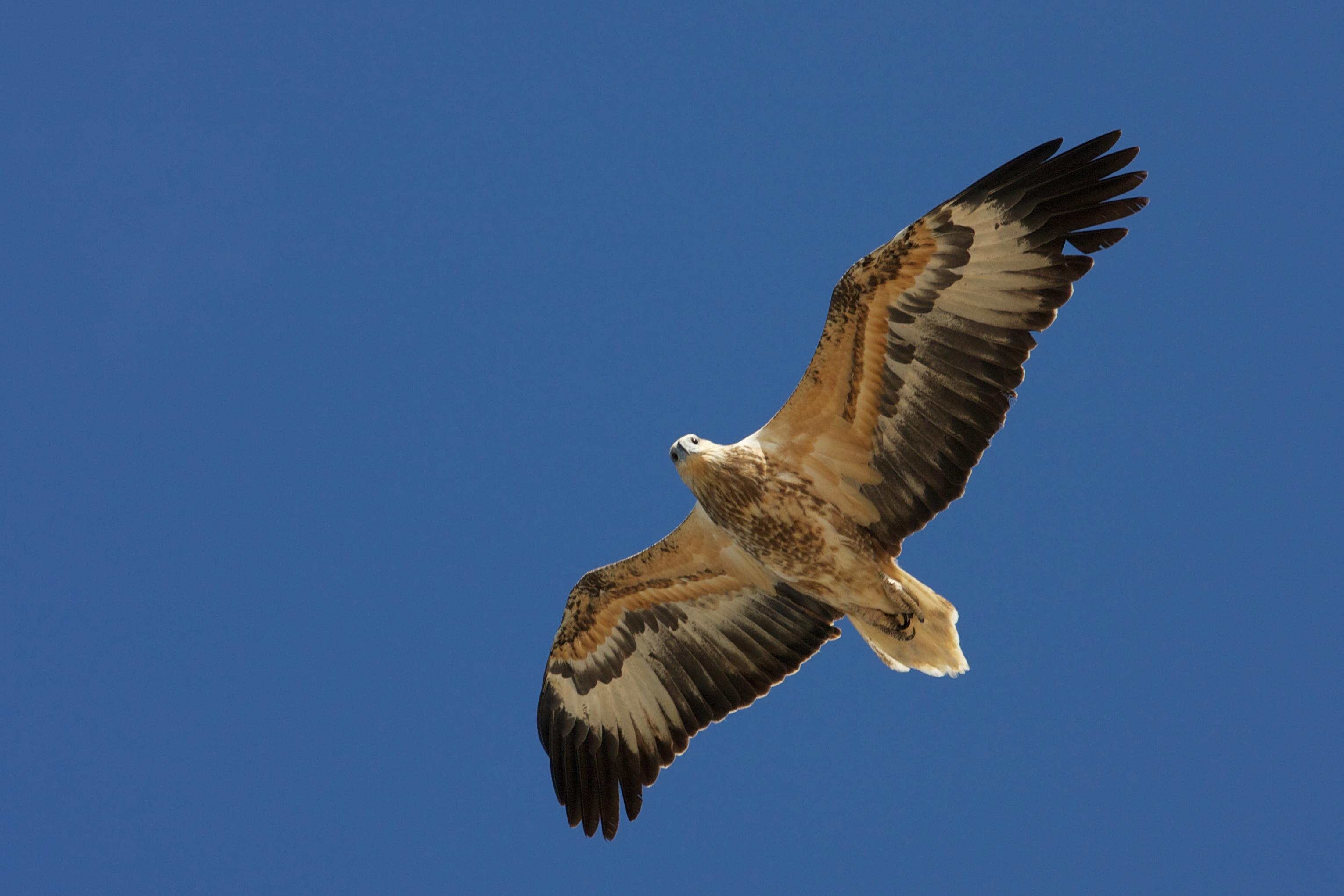
East Wallabi Island, vitbukig fiskörn
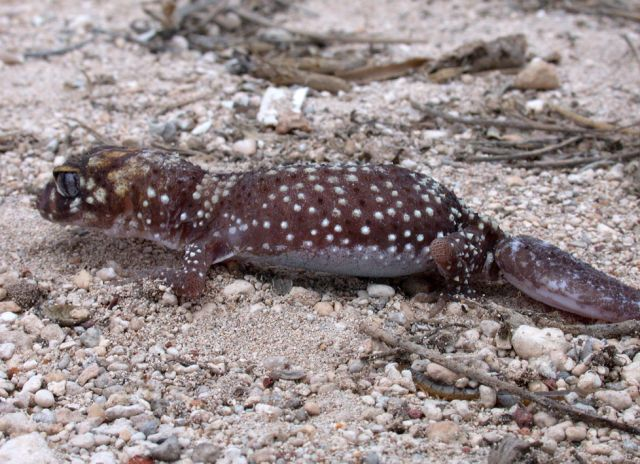
Abrolhos West Wallabi Island, Ptenopus